# Lal Bahadur Shastri

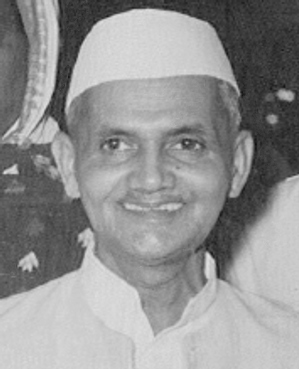
Lal Bahadur Shastri

Lal Bahadur Shastri (Devanagari लालबहादुर शास्त्री Lālbahādur Śāstrī; * 2. Oktober 1904 in Moghalsarai; † 11. Januar 1966 in Taschkent) war der zweite Premierminister des unabhängigen Indien und ein wichtiger Beteiligter im Kampf um die Unabhängigkeit.
Lal Bahadur brach sein Studium ab, um sich der Kampagne des zivilen Ungehorsams von Mahatma Gandhi 1921 anzuschließen. 1926 erhielt er den Zusatznamen Shastri. Er verbrachte fast neun Jahre im Gefängnis, die meisten hiervon nach dem Beginn der Satyagraha-Bewegung 1940 bis 1946.
Nach der Unabhängigkeit wurde er Polizeiminister, und ab 1951 Generalsekretär der Lok Sabha, bevor wieder ein Ministeramt als Eisenbahnminister innehatte. Nach dem Eisenbahnunfall von Ariyalur trat er von diesem Amt zurück. Nach den folgenden Wahlen kam er als Verkehrsminister ins Kabinett zurück, 1961 wurde er dann Innenminister. Am 22. Januar 1964 trat er als Minister ohne Geschäftsbereich erneut ins Kabinett ein. In einem Dekret des Staatspräsidenten S. Radhakrishnan vom 2. Februar 1964 wurden die Funktionen Shahstris festgelegt. Er sollte alle Funktionen im Außenministerium, im Atomministerium und im Regierungssekretariat übernehmen, die Premierminister Jawaharlal Nehru nach und nach abgab.

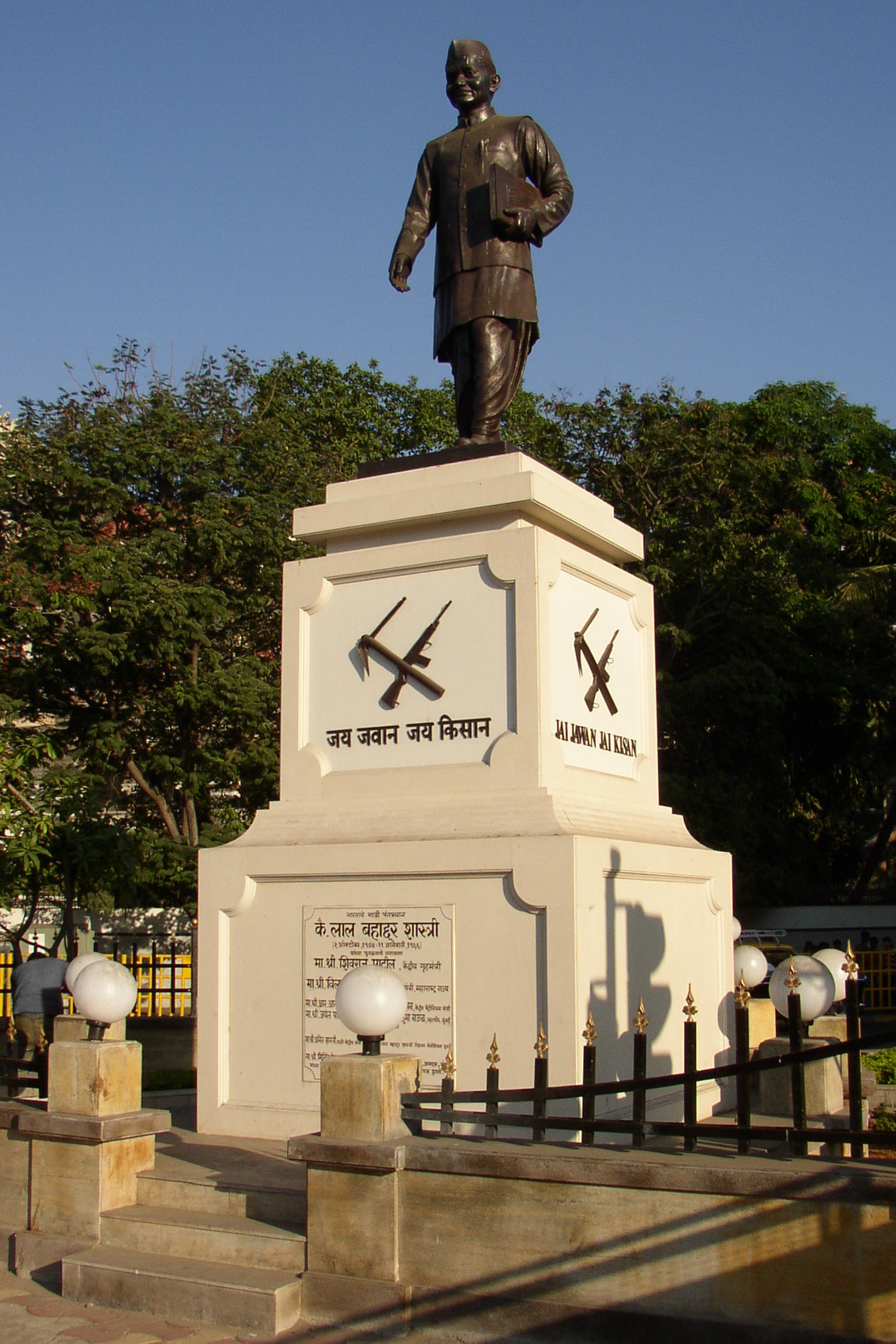
Denkmal in Mumbai

Jawaharlal Nehru starb im Amt am 27. Mai 1964 und hinterließ ein Machtvakuum. Am 27. Mai 1964 wurde vorübergehend Gulzarilal Nanda Premierminister Indiens. Die Hauptfiguren der Kongresspartei hatten nicht genügend Unterstützung, so dass der weniger beachtete Shastri als Kompromisskandidat am 9. Juni 1964 Premierminister wurde.
Das Hauptproblem war Pakistan, zunächst im indisch-pakistanischen Grenzgebiet, dann in Jammu und Kashmir. Der zweite Indisch-Pakistanische Krieg begann und die indischen Truppen erreichten Lahore, bevor es zu einem Waffenstillstand kam.
Im Januar 1966 trafen sich Shastri und Mohammad Ayub Chan auf einem Gipfel in Taschkent, vermittelt durch Kossygin. Shastri unterzeichnete einen Vertrag mit Pakistan am 10. Januar, die Taschkenter Deklaration, aber am Tag darauf starb er an einem Herzinfarkt.
Er erhielt postum den Bharat Ratna, den höchsten indischen Orden, und in Delhi wurde für ihn ein Denkmal errichtet.